# Bundesrechenzentrum
Die Bundesrechenzentrum GmbH (BRZ) ist ein österreichisches Rechenzentrum mit Sitz in Wien. Das Unternehmen entwickelt und betreibt E-Government-Services für den Public Sector, die Bundesverwaltung, wie die Bundesministerien und das Bundeskanzleramt. Das BRZ wurde auf Basis des Bundesgesetzes über die Bundesrechenzentrum GmbH im Jahr 1997 aus dem Bundesrechenamt ausgegliedert und ist seitdem eine Gesellschaft mit beschränkter Haftung. Eigentümer ist die Republik Österreich, seit 2022 vertreten durch das Bundesministerium für Finanzen.

## Geschäftsfeld
Das BRZ verfügt über eines der größten Rechenzentren des Landes, stellt Infrastruktur zur Verfügung und betreut mehr als 50.000 IT-Arbeitsplätze. Kernmarkt des BRZ sind die Bundesministerien, das Bundeskanzleramt, oberste Organe, Universitäten und ausgegliederte Organisationen. Als Full-Service-Provider bietet das BRZ IT-Lösungen vom Produktmanagement über die Entwicklung und Implementierung von Individual- und Standardsoftware bis hin zum sicheren Betrieb.
Zu den bekanntesten Anwendungen, die das BRZ entwickelt hat, zählen das digitale Amt oesterreich.gv.at, FinanzOnline, JustizOnline, Haushaltsverrechnung und Personalmanagement des Bundes (SAP), die ID Austria, e-Zoll, das Unternehmensserviceportal (usp.gv.at), das Firmen- und Grundbuch, Elektronisches Mahnverfahren, der ELAK (Elektronischer Akt im Bund), data.gv.at, ÖH-Wahlen (E-Voting 2009, Wahladministrationssystem 2015, 2017 und 2019, Wahlkartenantrag), Biometrischer Pass, Grüner-Pass-App, Gesundheitsportal, portal.at, die Berechtigungsverwaltung zur ELGA (Elektronische Gesundheitsakte), Amtssignaturservice sowie die elektronische Zustellung. Das BRZ betreibt zudem die Ausweisplattform, die die Grundlage für elektronische Ausweise wie den eFührerschein ist. 

## International
Das BRZ ist auch an EU-weiten Projekten und Kooperationen beteiligt, wie etwa Euritas (Allianz der Europäischen Verwaltungs-IT-Dienstleister), Cloud4Europe (Cloud Computing in Europa), PEPPOL (Pan European Public Procurement Online), STORK (EU-weites Identity Management) und eCodex (Europäisches eJustice System).